# Martin Männel
Martin Männel (ur. 16 marca 1988 w Hennigsdorfie) – niemiecki bramkarz Erzgebirge Aue. Jest trzydziestokrotnym reprezentantem Niemiec w kadrach młodzieżowych.
W wieku 8 lat Männel rozpoczął treningi w klubie FSV Velten. Później grał także w SC Oberhavel Velten, mając 13 lat udał się do elitarnej szkółki działającej przy klubie Energie Cottbus. W 2006 roku zaczął grać w seniorskiej drużynie rezerw tego klubu. W trakcie pobytu w Chociebużu otrzymał pierwsze powołanie do juniorskiej reprezentacji Niemiec.
21 lipca 2007 w trakcie meczu Mistrzostw Świata U-19 przeciwko Serbii doznał szoku akustycznego na skutek wybuchu petardy, która z trybun została wrzucona na boisko i eksplodowała tuż obok młodego bramkarza. Trzy dni później wystąpił jednak przeciwko Grekom w przegranym przez Niemców półfinale turnieju.
Przed sezonem 2008/2009 przeszedł do Erzgebirge Aue, gdzie niemal natychmiast stał się pierwszym bramkarzem drużyny. W sezonie 2009/2010 wydatnie pomógł swojemu klubowi w zajęciu drugiego miejsca w lidze, co skutkowało awansem do 2. Bundesligi. Na wyższym szczeblu rozgrywek piłkarze z Aue poradzili sobie doskonale, zajmując wysokie piąte miejsce na koniec rozgrywek, a Männel (wraz z Simonem Jentzschem) został bramkarzem, który najczęściej kończył mecz bez puszczonej bramki. W ostatniej kolejce sezonu 2014/2015 strzelił gola głową w 88. minucie spotkania z 1. FC Heidenheim. Doprowadził tym do remisu 2:2, ale Erzgebirge potrzebowało zwycięstwa, by utrzymać się w lidze, co mu się ostatecznie nie udało. Po spadku do 3. Ligi w 2015 roku Männel został kapitanem zespołu.
| Sezon     | Klub               | Kraj   | Rozgrywki     | Mecze | Czyste konta |
| --------- | ------------------ | ------ | ------------- | ----- | ------------ |
| 2006/2007 | Energie II Cottbus | Niemcy | Oberliga      | 9     | 3            |
| 2007/2008 | Energie II Cottbus | Niemcy | Regionalliga  | 34    | 11           |
| 2008/2009 | Erzgebirge Aue     | Niemcy | 3. Liga       | 29    | 11           |
| 2009/2010 | Erzgebirge Aue     | Niemcy | 3. Liga       | 37    | 16           |
| 2010/2011 | Erzgebirge Aue     | Niemcy | 2. Bundesliga | 33    | 14           |
| 2011/2012 | Erzgebirge Aue     | Niemcy | 2. Bundesliga | 34    | 6            |
| 2012/2013 | Erzgebirge Aue     | Niemcy | 2. Bundesliga | 32    | 8            |
| 2013/2014 | Erzgebirge Aue     | Niemcy | 2. Bundesliga | 22    | 4            |
| 2014/2015 | Erzgebirge Aue     | Niemcy | 2. Bundesliga | 33    | 8            |
| 2015/2016 | Erzgebirge Aue     | Niemcy | 3. Liga       | 37    | 23           |
| 2016/2017 | Erzgebirge Aue     | Niemcy | 2. Bundesliga | 24    | 10           |